# Blue Fire Megacoaster
 (juillet 2022).
La mise en forme du texte ne suit pas les recommandations de Wikipédia : il faut le « wikifier ».
Les points d'amélioration suivants sont les cas les plus fréquents. Le détail des points à revoir est peut-être précisé sur la page de discussion.
- Les titres sont pré-formatés par le logiciel. Ils ne sont ni en capitales, ni en gras.
- Le texte ne doit pas être écrit en capitales (les noms de famille non plus), ni en gras, ni en italique, ni en « petit »…
- Le gras n'est utilisé que pour surligner le titre de l'article dans l'introduction, une seule fois.
- L'italique est rarement utilisé : mots en langue étrangère, titres d'œuvres, noms de bateaux, etc.
- Les citations ne sont pas en italique mais en corps de texte normal. Elles sont entourées par des guillemets français : « et ».
- Les listes à puces sont à éviter, des paragraphes rédigés étant largement préférés. Les tableaux sont à réserver à la présentation de données structurées (résultats, etc.).
- Les appels de note de bas de page (petits chiffres en exposant, introduits par l'outil «  Source ») sont à placer entre la fin de phrase et le point final[comme ça].
- Les liens internes (vers d'autres articles de Wikipédia) sont à choisir avec parcimonie. Créez des liens vers des articles approfondissant le sujet. Les termes génériques sans rapport avec le sujet sont à éviter, ainsi que les répétitions de liens vers un même terme.
- Les liens externes sont à placer uniquement dans une section « Liens externes », à la fin de l'article. Ces liens sont à choisir avec parcimonie suivant les règles définies. Si un lien sert de source à l'article, son insertion dans le texte est à faire par les notes de bas de page.
- La présentation des références doit suivre les conventions bibliographiques. Il est recommandé d'utiliser les modèles {{Ouvrage}}, {{Chapitre}}, {{Article}}, {{Lien web}} et/ou {{Bibliographie}}. Le mode d'édition visuel peut mettre en forme automatiquement les références.
- Insérer une infobox (cadre d'informations à droite) n'est pas obligatoire pour parachever la mise en page.

Pour une aide détaillée, merci de consulter Aide:Wikification.
Si vous pensez que ces points ont été résolus, vous pouvez retirer ce bandeau et améliorer la mise en forme d'un autre article.
Blue Fire Megacoaster est un parcours de montagnes russes lancées en métal (contrairement à ce que son nom indique, ceci est donc un launched coaster, et non pas un mega coaster) situé à Europa-Park et ouvert depuis le 4 avril 2009. Elle se situe dans le quartier islandais du parc. Il s'agit de la première attraction du parc à posséder des inversions.
En 2010, Gazprom devient le sponsor officiel de l'attraction avec l'inauguration du Hall Gazprom, invitant ses visiteurs à la découverte de l'énergie et servant de nouvelle entrée au Blue Fire. Le logo de l'attraction a également été modifié à l'issue de ce nouveau partenariat.
En 2020, Blue Fire change de sponsor. Le logo ainsi que le nom de l'attraction sont changés, l'attraction s'appelle désormais Blue Fire megacoaster powered by Nord Stream 2.
Le 24 février 2022, en raison des événements géopolitiques entre la Russie et l’Ukraine, Europa-Park suspend toute collaboration avec Nord Stream 2, l’attraction reprend son nom original, sans partenariat.

## Parcours et file d'attente
La file d'attente de Blue Fire commence en passant sous une arche ou l'on peut choisir deux types de file : la file single rider pour les passagers seuls et l'Entrée Principale pour les groupes, dans cette dernière, la file commence par une passerelle ou des rallongements peuvent être ouverts, les visiteurs rentrent ensuite dans un bâtiment ou des animations sur l'énergie sont projetées après ses salles, les visiteurs quittent le bâtiment et passent sous des rochers décoratifs avant d'entamer une longue ligne droite passant juste à côté de la zone de lancement. Après cette ligne droite, les visiteurs peuvent choisir la file du premier rang ou la file des rangs 2 à 9. La file du premier rang est une simple ligne droite menant a la zone d'embarquement quand a la file des rangs 2 à 9, elle comporte plusieurs zigzags avant d'arriver à la zone d'embarquement.
Blue Fire combine un parcours de montagnes russes lancées et des éléments de parcours scénique qui occupe les 45 premières secondes, puis le train sort du bâtiment et est propulsé à 100 km/h en 2.5 secondes grâce à un moteur linéaire, sur une piste de lancement longue de 80 mètres. Cette accélération procure 1.13 g d'accélération horizontale. Le système de propulsion est identique à celui de Maverick, des montagnes russes lancées ouvertes à Cedar Point en 2007.
Le train est lancé sur un Fer à cheval culminant à 38 mètres de haut, puis entre dans un looping vertical de 32 mètres, ce qui en fait le plus haut looping de montagnes russes lancées d'Europe. Ensuite, il y a un overbanked turn puis les freins de mi-parcours en hauteur, puis sur un twisted horseshoe roll ou aussi corsckrew passant partiellement au-dessus d'un lac. Suivent une bosse provoquant un airtime, et le parcours finit par un Heartline Roll pris assez rapidement, ce qui en résulte par un effet d'éjection du passager du train, s'ensuit ensuite les freins finaux.
L'élément « twisted horseshoe roll » de Blue Fire est le premier du genre à être intégré à des montagnes russes européennes, et représente également une innovation dans les constructions Mack Rides.
Le train ne peut pas rester coincé dans le looping (à l'inverse de Sirocco à Walibi Belgium où le train est resté coincé dans le looping la tête en bas) car pour passer le looping, il doit passer l'horseshoe qui est plus haut de 6 mètres, avec ses 38 mètres.

## Construction

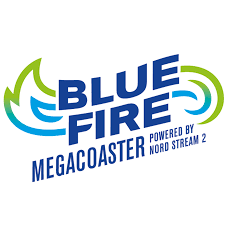
Logo de l'attraction.

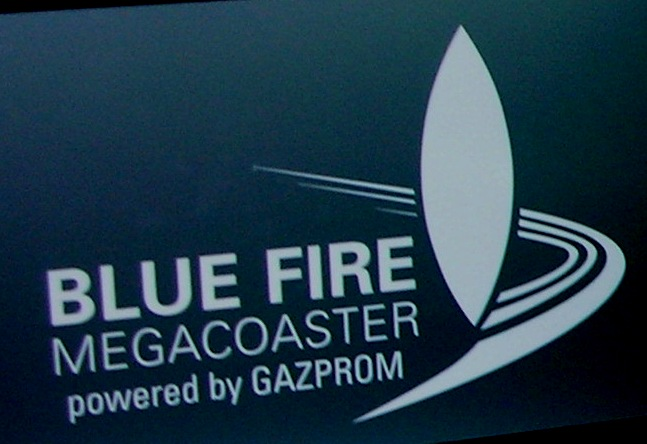
Premier logo (2009-2019).

Blue Fire a ouvert dans un nouveau quartier sur le thème de l'Islande, qui porte l'étendue du parc à 85 hectares. Les gérants du parc, Roland et Jürgen Mack, ont inauguré le terrain nouvellement acquis en juin 2008. Les publicités diffusées faisaient référence à l'accélération, les inversions, l'énergie et le thème islandais des montagnes russes. Au mois d'août a été publiée une bande-annonce animée présentant les décors islandais ainsi que des portions du tracé de l'attraction.
La construction de Blue Fire a commencé au début du mois de septembre 2008, et le parc a publié le premier communiqué de presse concernant sa nouvelle attraction le 18 septembre. Le document confirmait que le parc s'étendait de 15 hectares et apportait des détails sur le système de propulsion et les trains. Il mentionnait également le record de hauteur européen détenu par le looping vertical de Blue Fire (32 mètres), une information contestée par le blogueur Lance Hart, qui a rappelé que le premier looping de Dragon Khan, à PortAventura Park, atteint 36 mètres. Le parc a depuis précisé que le looping de Blue Fire est le plus grand d'Europe sur des montagnes russes lancées.
La construction de Blue Fire s'est achevée au mois de décembre 2008. Il est inauguré le 1er avril 2009 et ouvert au public trois jours plus tard.
Les travaux d'accès au quartier islandais, où se trouve Blue Fire, ont nécessité de retirer une partie du parcours de Fjord Rafting pour permettre l'accès au site de construction. Le tronçon a été remis en place avant la réouverture du parc pour la saison 2009.

## Trains et sécurité
Blue Fire a 5 trains comptant chacun 5 wagons de 4 places, assis par rangs de deux. Le débit s'élève alors à 1 720 passagers par heure.
Bien que le parcours comporte des inversions, les trains utilisent un système de Lap bar (protection au niveau du bas-ventre) et non un harnais passant par-dessus les épaules comme on en trouve sur les montagnes russes lancées construites par Intamin. Contrairement aux autres attractions utilisant les barres de protection, celles-ci se lèvent au-dessus du siège quand le train n'est pas occupé. Ce système de sécurité est une innovation du constructeur Mack Rides et associe un siège à l'assise ergonomique et au design moderne à une barre de sécurité qui assure un maintien au niveau de la taille grâce à deux cylindres hydrauliques. Le tout offre un meilleur confort, sans pour autant nuire à la sécurité, mais permet aussi aux enfants mesurant au moins 1,30 m d'accéder à l'attraction. Et pour l'ambiance, le passager pourra suivre son pouls (Battements du cœur par minute) grâce à un écran situé sur la barre de sécurité.
Depuis, la saison 2025, les écran pour suivre son pouls, ont été retirés.
Lorsque le passager est assis, ses pieds ne touchent plus le sol du wagon, en raison du positionnement haut des sièges. Certains wagons possèdent une caméra filmant les passagers durant le parcours.
Les rails de Blue Fire sont bleus, et reposent sur des supports gris clair.

## Réception
Les Golden Ticket Awards sont des prix attribués chaque année par Amusement Today, un journal publié par l'industrie des loisirs. Les classements sont obtenus par un sondage international organisé par le journal. Blue Fire est 34e dans le top 50 des meilleures montagnes russes en métal en 2011 puis 32e en 2012. En 2013, l'attraction atteint le 21e rang mondial et le 3e rang européen. En 2015, elle est classée 17e, 14e en 2016, 18e en 2017, 19e en 2018, et enfin, 23e en 2019.
Blue Fire apparaît également dans le classement des meilleures montagnes russes en métal du Mitch Hawker's Roller Coaster Poll, un sondage effectué sur Internet. Blue Fire est 12e en 2009, 14e en 2010, 15e en 2012 et 22e en 2013.
Des montagnes russes ayant un parcours identique à celui de Blue Fire ont ouvert à Euro-Park (Chine), à IMG Worlds of Adventure zone de Dubaïland (Émirats arabes unis) et à Sotchi (Russie) en 2014. Elles font partie de Sochi Park. Europa-Park sert de vitrine ("show-room") pour le constructeur de montagnes russes Mack Rides (les propriétaires de ces deux entreprises étant les mêmes, ils sont issus de la famille Mack). Blue Fire est le premier LSM Launch Coaster fabriqué par l'entreprise, et permet de montrer le savoir-faire de celle-ci. Les parcs d'attractions peuvent ainsi commander à Mack Rides le même parcours que Blue Fire, ou demander d'en construire un différent. Les megacosters de Mack Rides se caractérisent par la forme des rails et par les trains innovants de l'entreprise. Ils ressemblent donc beaucoup à Blue Fire. On peut en trouver en Italie avec Storm (Etnaland), aux Etats-Unis avec Manta (SeaWorld San Diego), en Suède avec Helix (Liseberg) et en France avec Alpina Blitz (Nigloland). On peut noter que Alpina Blitz et Storm ne sont pas des montagnes russes lancées (Launch Coaster), le train est tracté au sommet d'un point culminant à l'aide d'une Lift Hill.

## Musique
La musique du Blue Fire est signée IMAscore. Ce même studio travaillera pour Europa-Park une seconde fois, pour Eurosat Coastiality. Ce studio est également connu dans l'univers des montagnes russes, notamment pour avoir composé de nombreuses fois pour le parc Alton Towers ainsi que Phantasialand. Les musiques d'IMAscore ont reçu plusieurs prix. La musique est diffusée dans la file d'attente, mais également à bord de certains trains durant l'ensemble du parcours.
Cependant les trains numéro 2 et 4, ne diffuse pas de musique.

## Partenariats
En octobre 2009, Europa-Park annonce que l'attraction sera sponsorisée par l'entreprise russe Gazprom ; son nom devient Blue Fire megacoaster powered by Gazprom. Le nom de l'attraction et son logo représentent ainsi la flamme bleue du gaz naturel. Un bâtiment situé à côté de l'attraction est entièrement consacré à Gazprom et l'univers de l'énergie, une partie de la file d'attente passe dans ce hall et traverse des salles avec des écrans où sont projetées des animations numériques de l'entreprise.
En 2020, Europa-Park change de partenaire laissant place à Nord Stream 2, le gazoduc reliant la Russie à l'Allemagne. Gazprom fait partie de ce projet, c'est pourquoi le thème de l'énergie est gardé dans l'ancien « Hall Gazprom » qui devient cette année là, le dôme Nord Stream 2. Le logo ainsi que le nom de l'attraction sont changés, l'attraction s'appelle désormais Blue Fire megacoaster powered by Nord Stream 2. À la suite de l'invasion de l'Ukraine par les forces russes en février 2022, Europa-Park suspend toutes ces collaborations avec Gazprom et Nord Stream 2.

## Restrictions
Europa-Park a fixé des limites de taille et d'âge pour Blue Fire : les usagers de l'attraction doivent mesurer 1,30 mètre et être âgés de 7 ans au minimum.

## Clones
Mack Rides a commercialisé plusieurs attractions avec le même parcours que Blue Fire, en Chine, Russie, Corée du Sud et aux Émirats arabes unis.